# وريد عضدي
الأوردة العضدية هي أوردة مرافقة للشريان العضدي في الذراع. تعتبر هذه الأوردة من الأوردة العميقة، لأنها تقع أسفل العضلات. تتبع الأوردة العضدية نفس مسار الشريان العضدي، حيث تبدأ عند التقاء الوريد الكعبري بالوريد الزندي (مقابل تفرع الشريان العضدي)، وتنتهي عند الحافة السفلى للعضلة المدورة الكبيرة، وهنا تتحد الأوردة العضدية بالوريد البازلي، لتكوّن الوريد الإبطي.
للأوردة العضدية روافد صغيرة تقوم بتصريف الدم من عضلات الذراع كالعضلة ذات الرأسين، والعضلة ثلاثية الرؤوس.

## روابط خارجية
- درسٌ تشريحي حول lesson4veinsofarm مُعدٌ بواسطة ويسلي نورمان (جامعة جورجتاون).
- Diagram at frca.co.uk